# Сілас Катомпа Мвумпа
Сілас Катомпа Мвумпа (фр. Silas Katompa Mvumpa); нар. 6 жовтня 1998, Кіншаса), до червня 2021 року був відомий як Сілас Вамангітука Фунду (фр. Silas Wamangituka Fundu) — конголезький футболіст, який грає на позиції нападника. Нині є гравцем «Штутгарта», клубу німецької Бундесліги.

## Ігрова кар'єра
12 грудня 2020 розпочав розгром дортмундської «Боруссії» на полі «Зігналь Ідуна Парку (Вестфаленштадіону)» — 5:1.

## Особисте життя
8 червня 2021 року стало відомо, що справжнє ім'я футболіста, який виступав як Сілас Вамангітука — Сілас Катомпа Мвумпа. Також оголосили, що він народився 6 жовтня 1998 року, а не 1999, як твердили раніше. Змінив особистість футболісту його агент, якого він уже знав після зустрічі в Конго, і згодом став повністю залежним.

## Титули і досягнення
- Чемпіон Сербії (1):

«Црвена Звезда»: 2024-25
- Володар Кубка Сербії (1):

«Црвена Звезда»: 2024-25